# Meinisberg
Meinisberg je obec v kantonu Bern, v okrese Biel/Bienne. Žije zde přibližně 1 300 obyvatel.

## Geografie
Meinisberg leží v nadmořské výšce mezi 430 m n. m. Ve směru hodinových ručiček od severu jsou sousedními obcemi Pieterlen, Lengnau, Büren an der Aare a Safnern. Obec se nachází v Bernské jezerní oblasti (Berner Seeland) na řece Häftli, bývalém zákrutu řeky Aary. Dnes je říční smyčka jen jakýmsi jezerem, protože ji zkracuje kanál Nidau-Büren. Stejně, jako mnoho obcí v oblasti Berner Seeland, byl Meinisberg postaven o něco výše na úpatí Büttenbergu, aby byl chráněn před povodněmi. Vysušené bažiny byly po korekci vodstva přeměněny na zemědělské plochy.
Celková rozloha Meinisbergu je 4,39 km², z toho 1,06 km² tvoří lesy a lesní porosty. Neproduktivní plocha obce činí 0,21 km².

## Historie

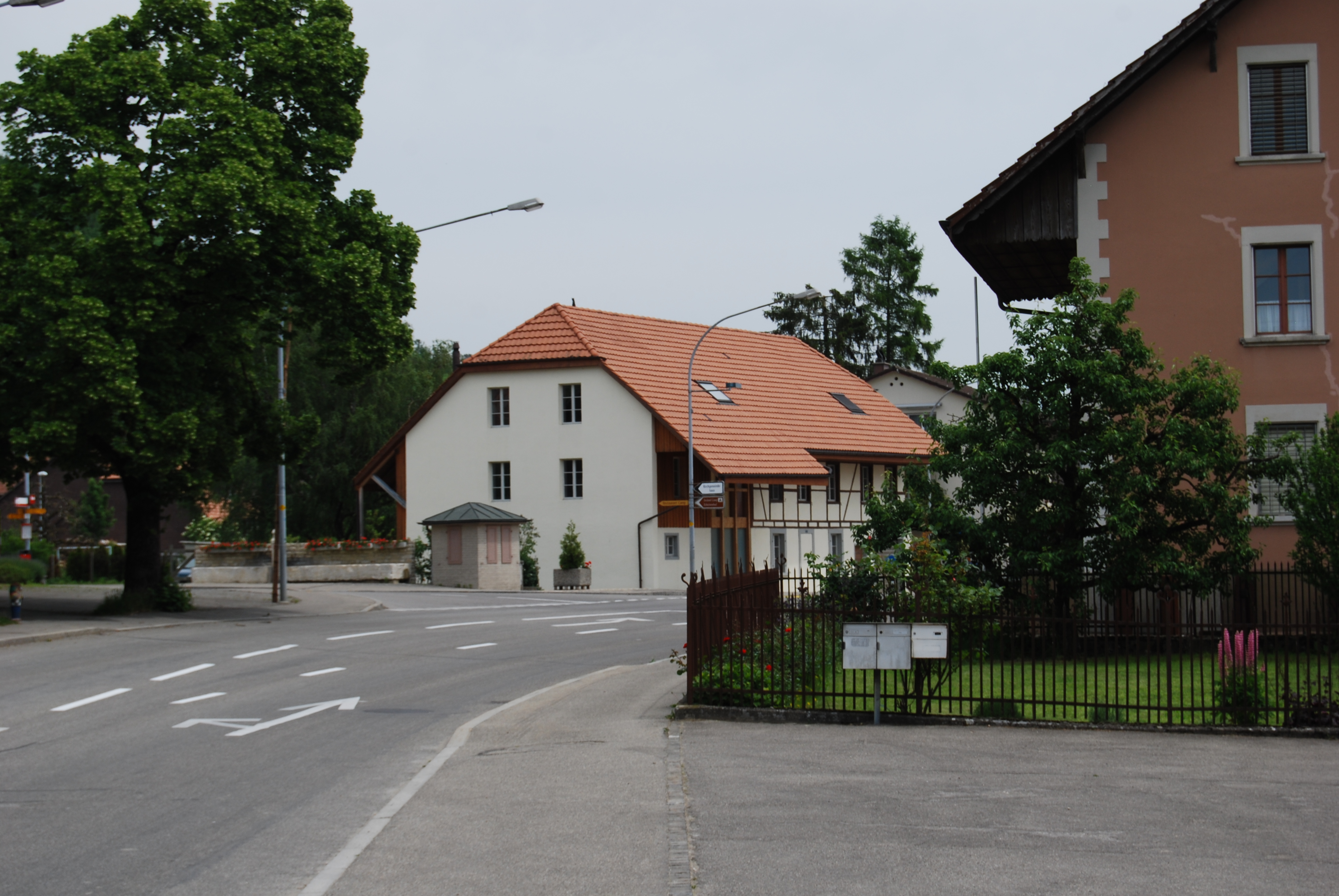
Centrum obce

Nálezy mezolitických a neolitických kamenů v oblasti Scheidwegen ukazují na rané osídlení. Dřevěný hrad se nacházel v lokalitě Reibenwald. První zmínka pod názvem Meynesberg pochází z roku 1332. Od konce středověku byl Meinisberg součástí panství Pieterlen (knížecí biskupství Basilej) a sdílel jeho politické osudy. Od roku 1816 obec podláhala Bernu (okres Büren), roku 1833 se pak stala samostatnou politickou obcí. Církevně však zůstala u Pieterlenu.
S výstavbou kanálu Nidau-Büren (1868–75) se Meinisberg ocitl na nepoužívaném rameni řeky Aary. Zemědělská a tržní obec s ornou půdou, pěstováním zeleniny a vína a některými průmyslovými podniky (mimo jiné lisovny nářadí, stavební firmy) se rozrostla především díky dobré poloze na okraji přírodní rezervace Häftli a blízkosti města Biel, kam dojížděla za prací většina obyvatel.

## Obyvatelstvo
| Rok            | 1850 | 1880 | 1900 | 1920 | 1950 | 1970 | 1990 | 2000 |
| Počet obyvatel | 493  | 528  | 532  | 609  | 675  | 980  | 1060 | 1195 |